# Василевская, Ванда Львовна
Ва́нда Льво́вна Василе́вская (пол. Wanda Wasilewska; 21 января 1905, Краков, Австро-Венгрия — 29 июля 1964, Киев, Украинская ССР, СССР) — польская и советская писательница, поэтесса, драматург, сценарист; государственный и общественный деятель. Заместитель председателя Польского комитета национального освобождения. Лауреат трёх Сталинских премий (1943, 1946, 1952).

## Биография

### Происхождение
Ванда Василевская родилась 21 января 1905 года в Кракове (Австро-Венгрия, ныне Польша) в семье польского публициста, этнографа и переводчика; министра иностранных дел Польши в 1918—1919 годах, одного из лидеров Польской социалистической партии Леона Василевского.
В 1927 году она окончила филологический факультет Ягеллонского университета, защитила докторскую диссертацию. Литературной деятельностью занималась с 1921 года. В 1928—1933 годах работала учительницей средней школы в Кракове.
Василевская была участницей польского революционного движения. В 1938 году она была уволена с работы за организацию забастовки учителей и в том же году переехала в Варшаву, где работала в редакциях детских журналов (Płomyk), издававшихся Союзом польских учителей. До 1939 года сотрудничала в левых газетах и журналах.
Ванда Василевская активно боролась за амнистию политзаключённых, организовывала забастовки учителей и была в опале у польских властей. В 1939 году, когда германские войска подходили к Варшаве, Василевской было отказано в получении визы на выезд, так как ей грозила тюрьма за антиправительственную деятельность.

### В СССР
В 1939 году Василевская ушла пешком во Львов и приняла советское гражданство. Вначале её семья оставалась в Варшаве. Благодаря советским дипломатическим усилиям немцы дали семье возможность уехать. Однажды в декабре того же года к квартире прибыл офицер Гестапо с пропуском для выезда 5 человек. Удалось увести дочь Эву, однако мать Ванды отказалась «идти под власть большевиков», как и брат её мужа Мариана Богатко, Франчишек.Член ВКП(б) с 1941 года.
В 1940—1962 была депутатом ВС СССР 1—6 созывов (с 1940 года). Член ВСМ.
Автор трилогии «Песня над водами» (1940—1952), в которой она описала борьбу западноукраинских селян за социальную и национальную независимость. Её книги, по мнению советских критиков, были «обвинительным актом против капитализма в Польше».
В 1941—1943 годах в звании полковника Василевская работала в Политуправлении РККА агитатором.
11 августа 1941 года В. Василевская выступила с воззванием к польскому народу, в котором призвала поляков к совместной с СССР борьбе против гитлеровской Германии (12 августа 1941 воззвание было напечатано в газете «Известия», в дальнейшем неоднократно перепечатывалось и получило широкое распространение).
В конце 1941 года работала в редакции фронтовой газеты Юго-Западного фронта.
Некоторое время она редактировала выходившую на украинском языке газету «За Советскую Украину».
В 1942 году выпустила повесть «Радуга», в которой было показано мужество советских людей в войне, и по которой в 1944 году был поставлен одноимённый фильм.
В 1943—1945 годах Василевская работала главным редактором газеты «Советская Польша», была председателем Союза польских патриотов.
В 1944 году входила в состав Временного Польского Правительства. В годы Великой Отечественной войны была председателем Польской секции Всеславянского комитета и членом редакционной коллегии журнала «Славяне». Творчество Ванды Василевской высоко ценил И. В. Сталин.
В 1943 году Ванда Львовна Василевская передала Сталинскую премию в Фонд обороны на строительство боевого самолёта, который она просила назвать «Варшава».
В послевоенные годы жила в Киеве. Написала повесть «Просто любовь» — «о величии советского гуманизма и силе духа». В 1954 году было издано шеститомное собрание сочинений Ванды Василевской в Государственном издательстве художественной литературы. В 1958 году вышла её книга «Под небом Китая», написанная в жанре путевых записок, с описанием её путешествия по Китаю.
Умерла 29 июля 1964 года. Похоронена в Киеве на Байковом кладбище.

## Семья
- первый муж — Роман Шиманский, студент-математик (умер в 1931 году от брюшного тифа).
- дочь — Эва Романовна Василевская (р. 1928, Краков), окончила филологический факультет МГУ, переводчик, редактор, автор книг для детей. Первый переводчик Станислава Лема на русский язык.
- второй муж — Мариан Богатко, один из передовых деятелей рабочего Кракова, был убит в 1940 году чекистами. Последние хотели арестовать какого-то жителя в доме, где проживала Василевская во Львове. Они перепутали этажи и постучали в квартиру Василевской этажом выше. Её муж открыл дверь и тут же был застрелен. Впоследствии убийцы утверждали, что Богатко был вооружён и сам пытался стрелять. Однако Таубман в псевдоавтобиографии Хрущева указывает, что никакого оружия у того не было, и стрелять он, соответственно, не мог[7].
- третий муж — писатель А. Е. Корнейчук[8].

## Произведения
Повести:
- «Облик дня» (1934)
- «Земля в ярме» (1938)
- «Комната на чердаке» (1939)
- «Вербы и мостовая» (1940)
- «Радуга» (1942)
- «Просто любовь» (1944)
- «Когда загорится свет» (1946)
- «В борьбе роковой» (1958)
- «Под небом Китая» (1958)

Романы:
- «Родина» (1935)
- Трилогия «Песнь над водами»:
- «Пламя на болотах» (1940)
- «Звёзды в озере» (1945)
- «Реки горят» (1951)

Пьесы:
- «Бартош-Гловацкий»

Очерки
- «В Париже и вне Парижа»
- «Письма из Рима»

Статьи:
- «Родина растёт» // газета "Правда". — 1940. — 4 августа — № 215

## Фильмография
- 1940 — Ветер с востока — сосценарист, консультант по сюжету
- 1943 — Радуга — автор сценария, по одноимённой повести

## Память

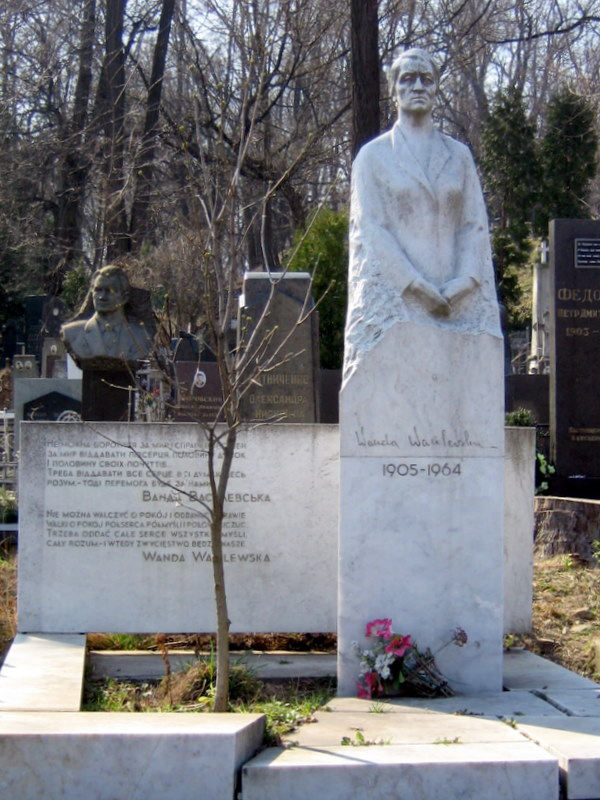
Памятник В. Л. Василевской на Байковом кладбище в Киеве

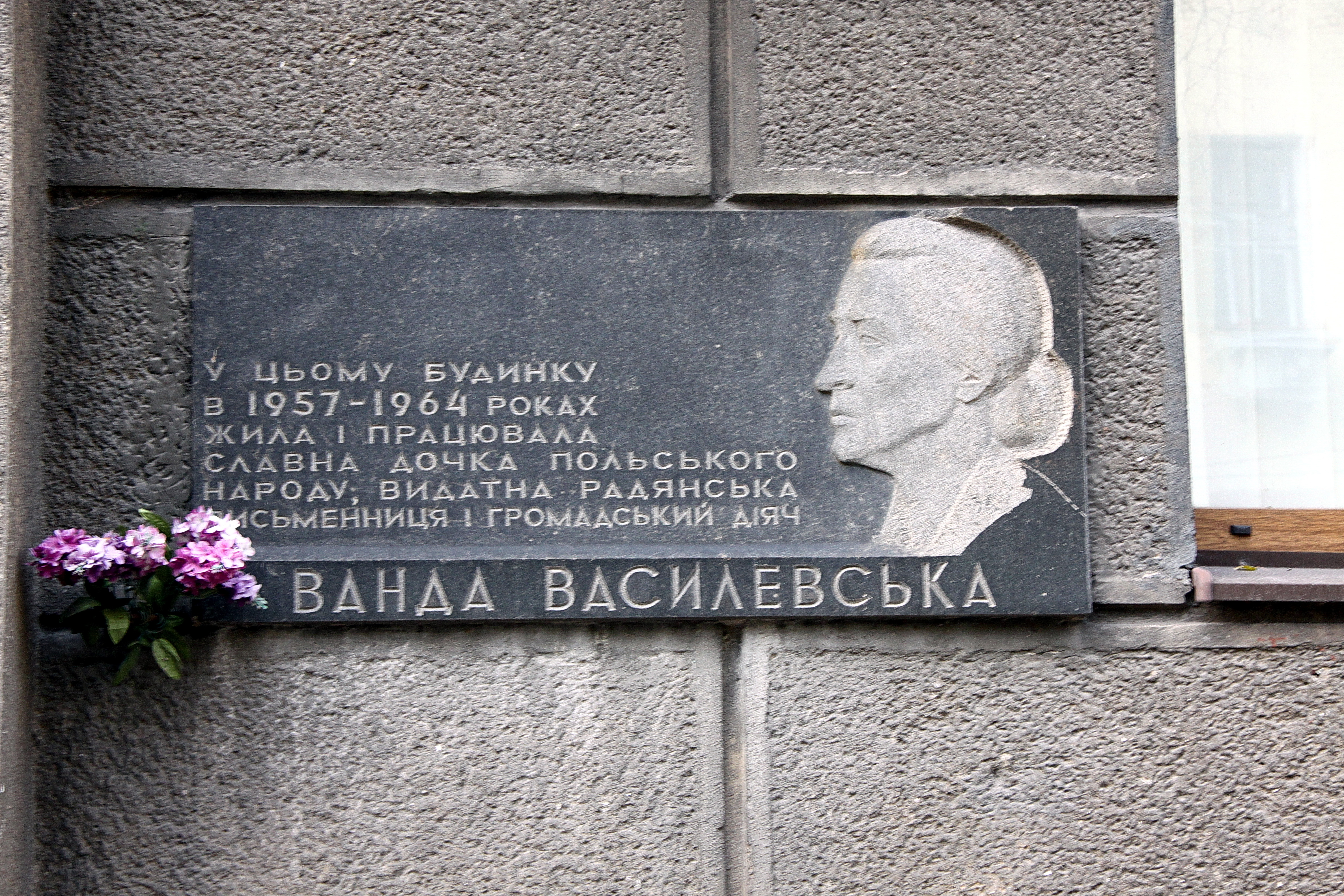
Уничтоженная в 2016 г. мемориальная доска в Киеве

- астероид (1057) Ванда[англ.], открытый в 1925 году советским астрономом Григорием Шайном в Симеизской обсерватории
- речной пароход «Ванда Василевская»[9]
- В 1967 году в её честь была названа улица в Киеве (22 февраля 2018 года переименована в улицу Богдана Гаврилишина[10]).
- В 1983 году польская почта выпустила почтовую марку, посвящённую Ванде Василевской
- 14 ноября 1985 года почётное наименование «имени Ванды Василевской» было присвоено Киевской средней общеобразовательной школе № 5 (г. Киев)[11].
- В Харькове (район Жихарь) в её честь названа улица.
- На улице Шелковичная № 8/20 в Киеве была установлена мемориальная доска, которую 18 апреля 2016 года сорвали неизвестные вандалы.

## Награды
- Сталинская премия первой степени (1943) — за повесть «Радуга» (1942)[12]
- Сталинская премия второй степени (1946) — за повесть «Просто любовь»
- Сталинская премия второй степени (1952) — за трилогию «Песнь над водами»
- три ордена Ленина (23.01.1948; 21.01.1955; 07.03.1960)
- орден «Знак Почёта» (13.03.1970)
- орден «Крест Грюнвальда» I степени
- Командор со звездой ордена Возрождения Польши (1946)[13]